# Günter Schubert
Günter Schubert (* 8. April 1938 in Weißwasser; † 2. Januar 2008 in Berlin) war ein deutscher Schauspieler und Synchronsprecher.

## Leben
Schubert wuchs in Weißwasser auf. Nach seinem Schulabschluss erlernte er zunächst den Beruf des Kelchglasmachers und sammelte nebenbei Erfahrungen als Laienschauspieler im Arbeitertheater in Bad Muskau und am Theater der Bergarbeiter in Senftenberg. Aus seiner Leidenschaft wurde schließlich sein Beruf. Er absolvierte eine Schauspielerausbildung an seinem Theater, legte 1962 sein Schauspielerexamen an der Staatlichen Schauspielschule Berlin ab und übernahm ab 1962 Theaterrollen in Senftenberg. 1964 wechselte er ans Hans Otto Theater in Potsdam.
Im Jahr 1970 wurde Günter Schubert Mitglied des Schauspielerensembles des Fernsehens der DDR, wo er in erster Linie komödiantische Rollen übernahm. Während Schubert zunächst nur Nebenrollen spielte, konnte er sich später auch als Charakterdarsteller in Hauptrollen beweisen. Vor allem mit der erfolgreichen Fernsehserie Zur See, in der er den Matrosen Thomas Müller darstellte, gelang ihm der Durchbruch. Auch seine Rollen in den Serien Treffpunkt Flughafen und Bereitschaft Dr. Federau machten ihn einem breiten Publikum bekannt. Eine sehr gute Charakterstudie bewies Schubert insbesondere in der Folge Der Mann im Baum (1988) in der Serie Polizeiruf 110, in der er mit großer Intensität einen Sexualstraftäter verkörperte. Große Popularität brachte ihm auch seine Rolle als Verkehrssünder Meier in der Ratgebersendung „Verkehrskompaß“ ein. Schubert war auch im Fernsehtheater Moritzburg zu sehen, beispielsweise in Ein Fuchs zuviel (1984). Schubert wirkte von 1962 bis zu seinem Tod in mehr als 200 Film- und Fernsehproduktionen mit. Zudem trat er als Synchronsprecher in diversen DEFA-Produktionen in Erscheinung und lieh beispielsweise der Rolle des Kjeld Jensen in den Filmen 4 und 5 der Olsenbande-Reihe seine Stimme.
Ab 1999 spielte er an der Comödie Dresden wieder in Theaterrollen, z. B. in Der Raub der Sabinerinnen oder Die Weihnachtsgans Auguste.

## Familie
Günter Schubert wohnte ab etwa 1964 in Potsdam und bis Mai 2007 auch in Kienwerder bei Potsdam. Von 1964 bis 2003 war Schubert in erster Ehe mit seiner Frau Jutta verheiratet. Beide haben gemeinsam eine Tochter und einen Sohn, den Schauspieler Alexander Schubert.
2004 heiratete er seine Künstleragentin Petra Nathan, die zuvor mit dem Schauspieler Michael Pan verheiratet war. Beide lebten in Kienwerder und ab 2007 in Berlin-Wilhelmsruh. Am 2. Januar 2008 starb Günter Schubert im Alter von 69 Jahren an einer erst wenige Wochen zuvor diagnostizierten Krebserkrankung in der Klinik „Havelhöhe“ in Berlin-Kladow. Seine letzte Ruhestätte fand er in der Ostsee, nahe der Insel Hiddensee.

## Filmografie (Auswahl)
- 1962: Das grüne Ungeheuer
- 1962: Tanz am Sonnabend – Mord?
- 1963: Christine
- 1965: Solange Leben in mir ist
- 1966: Pitaval des Kaiserreiches: Die Ermordung des Rittmeisters von Krosigk
- 1966: Die Söhne der großen Bärin
- 1966: Der Staatsanwalt hat das Wort: Am Mozartplatz (TV-Reihe)
- 1967: Brennende Ruhr
- 1967: Der Staatsanwalt hat das Wort: Meine Schwester (TV-Reihe)
- 1968: Hauptmann Florian von der Mühle
- 1968: Die Toten bleiben jung
- 1969: Der Weihnachtsmann heißt Willi
- 1969: Nebelnacht
- 1970: He, Du!
- 1971: Karriere
- 1971: Goya
- 1971: Husaren in Berlin
- 1971: Anflug Alpha 1
- 1971: Angebot aus Schenectady
- 1971: Optimistische Tragödie
- 1971: Osceola
- 1972: Schwarzer Zwieback
- 1972: Trotz alledem!
- 1972: Polizeiruf 110: Das Haus an der Bahn (TV-Reihe)
- 1972: Tecumseh
- 1972: Sechse kommen durch die Welt
- 1973: Polizeiruf 110: Siegquote 180 (TV-Reihe)
- 1973: Die Hosen des Ritters von Bredow
- 1973: Der Wüstenkönig von Brandenburg
- 1973: Die sieben Affären der Doña Juanita (TV-Vierteiler)
- 1973: Clown Ferdinand
- 1974: Der nackte Mann auf dem Sportplatz
- 1974: Hallo Taxi
- 1974: Johannes Kepler
- 1975: Fischzüge
- 1975: Ikarus
- 1976: Hostess
- 1976: Nelken in Aspik
- 1976: So ein Bienchen
- 1976: Das Mädchen Krümel (TV-Serie)
- 1976: Das blaue Licht
- 1977: Zur See (TV-Serie)
- 1977: Die Flucht
- 1978: Scharnhorst (TV-Serie)
- 1978: Ein Sonntagskind, das manchmal spinnt
- 1978: Ein Zimmer mit Ausblick (TV-Serie)
- 1978: Gefährliche Fahndung (TV-Serie)
- 1979: Herbstzeit
- 1979: Zwillinge – oder Nimm dir ein Beispiel an Evelyn
- 1980: Archiv des Todes (TV-Serie)
- 1980: Alma schafft alle
- 1980: Der Direktor
- 1980: Aber Doktor
- 1980: Und nächstes Jahr am Balaton
- 1980: Polizeiruf 110: Der Einzelgänger (TV-Reihe)
- 1981: Hochhausgeschichten (TV-Serie)
- 1981: Polizeiruf 110: Der Teufel hat den Schnaps gemacht (TV-Reihe)
- 1981: Polizeiruf 110: Nerze (TV-Reihe)
- 1981: Polizeiruf 110: Der Schweigsame (TV-Reihe)
- 1982: Soviel Wind und keine Segel
- 1982: Der Hase und der Igel
- 1982: Der lange Ritt zur Schule
- 1982: Geschichten übern Gartenzaun (TV-Serie)
- 1982: Polizeiruf 110: Der Unfall (TV-Reihe)
- 1982: Märkische Forschungen
- 1983: Die lieben Luder
- 1983: Frühstück im Bett
- 1983: Polizeiruf 110: Es ist nicht immer Sonnenschein (TV-Reihe)
- 1983: Polizeiruf 110: Schnelles Geld (TV-Reihe)
- 1983: Unser bester Mann
- 1984: Familie intakt (TV-Reihe)
- 1984: Familie Neumann (TV-Serie)
- 1985: Neues übern Gartenzaun (TV-Serie)
- 1985: Die Leute von Züderow (TV-Serie)
- 1986: Das Schulgespenst
- 1986: Treffpunkt Flughafen (TV-Serie)
- 1986: So viele Träume
- 1986: Schäferstündchen
- 1986: König Karl
- 1986: Rund um die Uhr (TV-Serie)
- 1986: Das Buschgespenst
- 1987: Der Schwur von Rabenhorst
- 1987: Maxe Baumann aus Berlin
- 1987: Kiezgeschichten (TV-Serie)
- 1987: Schauspielereien (TV-Serie)
- 1988: Bereitschaft Dr. Federau (TV-Serie)
- 1988: Froschkönig
- 1988: Polizeiruf 110: Der Mann im Baum (TV-Reihe)
- 1988: Präriejäger in Mexico
- 1989: Johanna (TV-Serie)
- 1990: Flugstaffel Meinecke (TV-Serie)
- 1990: Tatort/Polizeiruf 110: Unter Brüdern (TV-Reihe)
- 1991: Die Sprungdeckeluhr
- 1991: Ein Engel namens Flint (TV-Serie)
- 1991: Aerolina (TV-Serie)
- 1991: Feuerwache 09 (TV-Serie)
- 1991: Polizeiruf 110: Zerstörte Hoffnung (TV-Reihe)
- 1992: Go Trabi Go 2 – Das war der wilde Osten
- 1992: Begräbnis einer Gräfin
- 1992: Die Verfehlung
- 1993: Der Landarzt  (Fernsehserie, 10 Folgen)
- 1993–1994: Liebling Kreuzberg (Fernsehserie, 7 Folgen)
- 1993: Motzki (Fernsehserie, 1 Folge)
- 1993: Unser Lehrer Doktor Specht (Fernsehserie, 1 Folge)
- 1993: Zwei Münchner in Hamburg (Fernsehserie, 1 Folge)
- 1994: Elbflorenz (TV-Serie)
- 1994–1995: Und tschüss! (Fernsehserie, 7 Folgen)
- 1994: Ein Bayer auf Rügen (Fernsehserie, 1 Folge)
- 1994: Die Gerichtsreporterin (Fernsehserie, 1 Folge)
- 1995: Matulla und Busch
- 1995: Polizeiruf 110: Alte Freunde (TV-Reihe)
- 1995: Gegen den Wind (Fernsehserie, 1 Folge)
- 1996: Der Millionär
- 1996: Die Stadtindianer (Fernsehserie, 1 Folge)
- 1996–2003: Alarm für Cobra 11 – Die Autobahnpolizei (Fernsehserie, 7 Folgen, verschiedene Rollen)
- 1997: Die Kids von Berlin, Folge: Gefährliche Nähe (TV-Serie)
- 1997: Der Fahnder (Fernsehserie, 1 Folge)
- 1998: Im Namen des Gesetzes (Fernsehserie, 1 Folge)
- 1998: Leinen los für MS Königstein (Fernsehserie)
- 1998: Für alle Fälle Stefanie (Fernsehserie, 3 Folgen)
- 1999: Klemperer – Ein Leben in Deutschland
- 1999: Herzschlag – Das Ärzteteam Nord (Fernsehserie, 1 Folge)
- 1999: Hans im Glück
- 2000: Ein Fall für zwei (Fernsehserie, 1 Folge)
- 2000: Salto Kommunale (Fernsehserie, 1 Folge)
- 2000: Küstenwache (Fernsehserie, 1 Folge)
- 2001: Hat er Arbeit?
- 2001–2003: SOKO Leipzig (Fernsehserie, 2 Folgen, verschiedene Rollen)
- 2001: Alphateam – Die Lebensretter im OP (Fernsehserie, 2 Folgen)
- 2001: Die Rettungsflieger (Fernsehserie, 1 Folge)
- 2001: Großstadtrevier (Fernsehserie, Folge: Klau am Bau)
- 2002: Polizeiruf 110: Memory (TV-Reihe)
- 2002: Abschnitt 40 (Fernsehserie, 1 Folge)
- 2003: Der Mörder ist unter uns
- 2003: SOKO München (Fernsehserie, 1 Folge)
- 2003: Unser Charly (Fernsehserie, 2 Folgen)
- 2003: Broti & Pacek – Irgendwas ist immer (Fernsehserie, 1 Folge)
- 2004: Die Kinder meiner Braut
- 2004: Marga Engel gibt nicht auf
- 2004: Polizeiruf 110: Ein Bild von einem Mörder (TV-Reihe)
- 2005: Sperling (Fernsehserie, 2 Folgen)
- 2005: Sabine! (Fernsehserie)
- 2006: Zwei Millionen suchen einen Vater
- 2007: Altwarp-Neuwarp (Kurzfilm)
- 2007: Notruf Hafenkante (Fernsehserie, Folge: Heirate mich)
- 2007: SOKO Köln (Fernsehserie, Folge: Bremsversagen)
- 2007: Moppel-Ich
- 2007: Polizeiruf 110: Tod in der Bank (TV-Reihe)
- 2007: Tatort: Dornröschens Rache (TV-Reihe)
- 2007: Der Dicke (Fernsehserie, Episode: Tisch und Bett)